# 斯堪尼泰拉斯湖
斯堪尼泰拉斯湖（英語：Skaneateles Lake）是美國紐約州中部的五指湖之一。“Skaneateles”這個名字在當地的一個易洛魁族語言意為“長湖”。該湖有時被稱為“湖泊群的屋頂花園”，因為其海拔（263.12 m）高於其他五指湖。它是美國最乾淨的湖泊之一。